# Liste der Schiffe der United States Navy/Z
- USS Zaanland (1918)
- USS Zaca (1918, IX-73)
- USS Zafiro (1884)
- USS Zahma (IX-63)
- USS Zane (DD-337/DMS-14/AG-109)
- USS Zaniah (AK-120/AG-70)
- USS Zanzibar (PF-92)
- USS Zara (SP-133)
- USS Zaurak (AK-117)
- USS Zeal (AM-131/MSF-131)
- USS Zebra (AKN-5/IX-107)
- USS Zeelandia (1918)
- USS Zeilin (DD-313, AP-9/APA-3)
- USS Zelima (AF-49)
- USS Zellars (DD-777)
- USS Zenda (SP-688)
- USS Zenith (SP-61)
- USS Zenobia (AKA-52)
- USS Zephyr (PC-8/WPC-8)
- USS Zeppelin (1914)
- USS Zeta (1844)
- USS Zeus (ARB-4, T-ARC-7)
- USS Zigzag (SP-106)
- USS Zillah (SP-2804)
- USS Zipalong (SP-3)
- USS Zircon (PY-16)
- USS Zirkel (1918)
- USS Zita (SP-21)
- USS Zizania (1888)
- USS Zoraya (SP-235)
- USS Zouave (1861)
- USS Zrinyi (1910)
- USS Zuiderdijk (1912)
- USS Zumbrota (YP-93)
- USS Zumwalt (DDG-1000)
- USS Zuni (AT/ATF-95)